# Lironville
Lironville é uma comuna francesa na região administrativa de Grande Leste, no departamento de Meurthe-et-Moselle. Estende-se por uma área de 8,99 km². Em 2010 a comuna tinha 135 habitantes (densidade: 15 hab./km²).